# Ms John Soda
Ms. John Soda est un groupe d’electropop originaire de Weilheim en Allemagne dont proviennent également de nombreux artistes des labels Hausmusik et Morr Music, dont Lali Puna, The Notwist et Tied & Tickled Trio.[pas clair]
Le groupe est composé de Stefanie Böhm, qui est également au clavier au sein du groupe instrumental Munichois Couch, et de Michael Acher (The Notwist, 13 and God et Tied & Tickled Trio) en tant que compositeur principal. 